# Neji Hyûga
 (juin 2024).
Neji Hyûga (日向 ネジ, Hyūga Neji) est un personnage du manga Naruto de Masashi Kishimoto. Il est aussi un membre de l'équipe 3 de Konoha de Gaï Maito et est célèbre comme étant un génie naturel du clan Hyûga.

## Profil

### Histoire

Sceau maudit représentant « l'oiseau en cage » sur son front.

Neji est né dans la branche parallèle du Clan Hyûga (bunke), l'une des familles nobles les plus importantes de Konoha ; pour cette raison, il est marqué du sceau maudit de l'oiseau en cage et est contraint de servir la branche principale du clan (sōke). Influencé par son père Hizashi, il éprouve pendant toute son enfance un lourd ressentiment envers la sōke qui refuse de reconnaître son potentiel, ressentiment qui se change en haine implacable lorsque Hizashi est sacrifié à la place de son frère jumeau Hiashi afin de sauvegarder la paix entre Konoha et Kumo. Depuis ce jour, il reste fermement convaincu que le destin d'un ninja est d'emblée défini à sa naissance. Après sa défaite contre Naruto durant la phase finale de l'examen chūnin et s’être fait transmettre une lettre de son père qui lui explique les tenants et aboutissants de son sacrifice, Neji change et se rend compte qu'il n’y a pas de destin immuable. Lorsque sa cousine Hinata se fait enlever pendant l'attaque d'Orochimaru sur Konoha par des ninjas de Suna et d'Oto, il réussit à la sauver, avec l'aide de Kiba et Tenten, puis se réconciliera avec cette dernière.

#### La4egrandeguerre ninja
Lors de la quatrième grande guerre ninja déclarée par Obito ("Madara") au conseil des cinq Kages, Neji fait partie de la division de combat rapproché avec Hinata, Karui et Kurotsuchi, dirigée par Kitsuchi. Touché par un Zetsu blanc durant les combats, son apparence est utilisée par le membre d’Akatsuki pour approcher Sakura à l’unité d’assistance médicale, mais cette dernière découvre le subterfuge et s’en débarrasse.
Neji meurt en utilisant son corps comme bouclier pour protéger Hinata, qui elle-même voulait protéger Naruto d’une attaque Mokuton de Jûbi, contrôlé par Madara Uchiwa et Obito Uchiwa.
Après le combat final entre Naruto et Sasuke et la fin de la quatrième grande guerre ninja, tous les ninjas de Konoha assistent à son enterrement. Dans le film Naruto Shippuden: The Last, sur l'avant dernière photographie représentant le mariage de Naruto et Hinata, sa cousine Hanabi porte une photographie à son effigie alors qu'elle pose avec les autres personnes présentes. Quinze ans plus tard, dans l'épilogue, Hinata vient fleurir sa tombe avec sa fille, Himawari, déposant un pot de fleur de tournesols sur sa tombe.

À la suite d'un voyage dans le temps, Boruto le fils de Naruto et Hinata, rencontre Neji à l'époque où Sasuke est parti de Konoha. Lorsque Boruto est traumatisé par la rage destructrice de Kyûbi qui contrôlait Naruto, Neji trouve les mots qu'il faut pour redonner confiance à son futur petit-cousin dont il ignore le nom et l'identité.

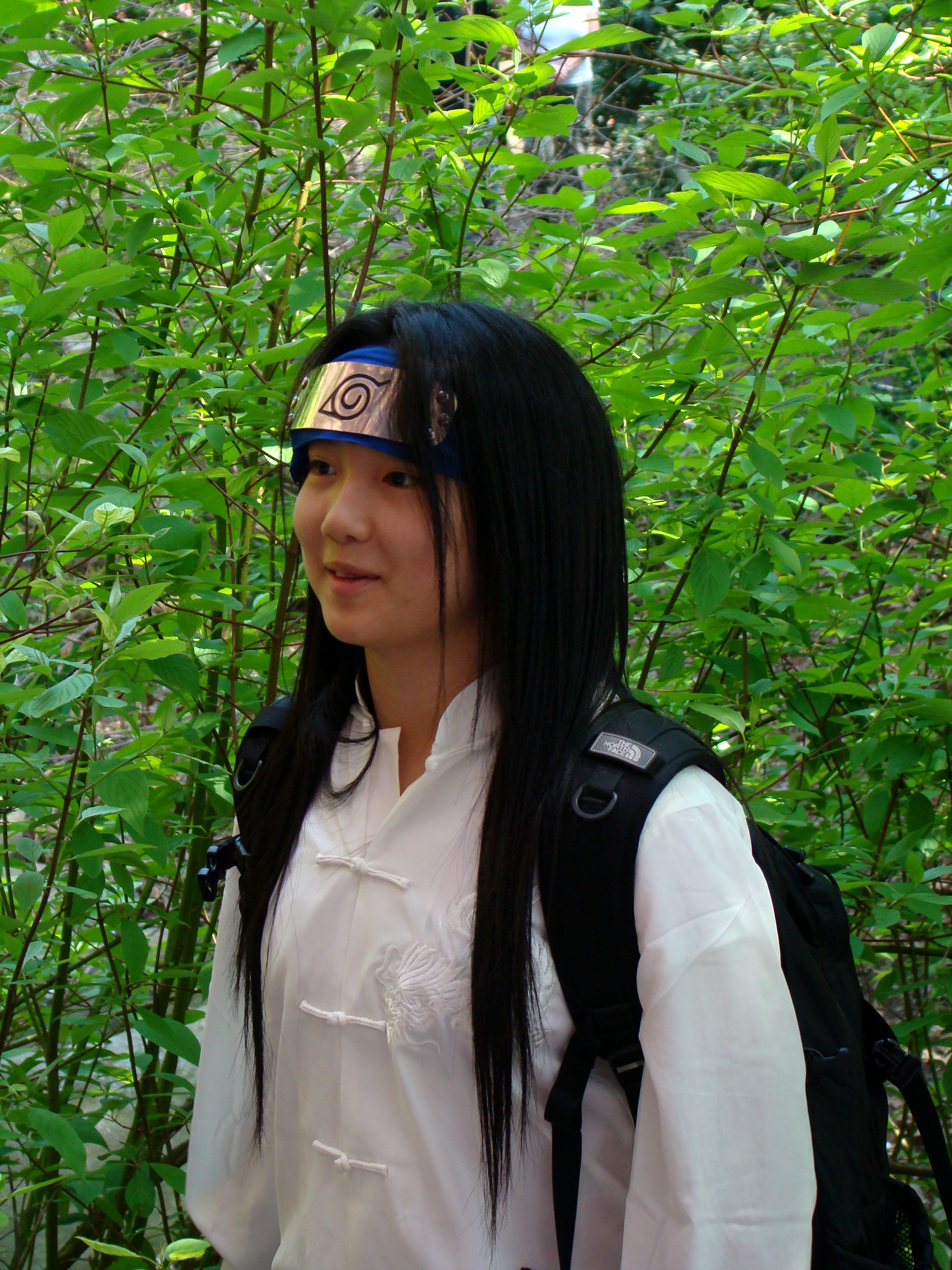
Cosplay de Heji Hyûga.

### Personnalité
Marqué par la mort de son père et les injustices que la Sōke lui a fait subir, Neji est partisan de l'idée selon laquelle le destin est une entité immuable et qu'il n'existe que deux catégories de gens, l'élite et les perdants : il est impossible de changer sa nature, tout comme il est impossible de changer le fait que lui est né dans la Bunke. Pour cette raison, il est méprisant à l'égard de ceux qu'il considère comme des ratés — plus particulièrement son coéquipier Rock Lee, Naruto Uzumaki et sa cousine Hinata, membre de la Sōke. Il n'hésite pas à ridiculiser et décourager les ninjas qu'il juge inférieurs à lui, et évite de les combattre pour ne pas être raillé par ses camarades, comme lorsqu'il trouve Shikamaru, Ino et Chôji à la Forêt de la Mort lors de la seconde épreuve de l'examen chūnin. Bien qu'il ait toujours méprisé et rabaissé Lee en le battant à plate couture quand ce dernier le provoquait en duel, il semble qu'il a de l'estime pour son camarade. Ainsi, il demande son avis à Lee sur le mystérieux coup que Dosu Kinuta a asséné à Kabuto sans même le toucher lorsque les trois ninjas d'Oto ont attaqué Kabuto avant la première épreuve de l'examen chūnin. Ensuite, lors de la seconde épreuve, alors que Lee est inconscient, vaincu par les ninjas d'Oto, Neji leur dit que ce dernier est son équipier et qu'il n’« apprécie pas tellement ce qu'ils lui ont fait ».
Froid, calme et solitaire, Neji n'accorde que très peu d'intérêt à ses interactions avec les autres et se concentre généralement sur l'entraînement et le combat. Au fond de lui, il est profondément malheureux, comme le devinera Hinata lors de leur match durant les préliminaires à la 3e épreuve de l’examen chūnin. Lorsque Hinata mentionne ce fait, Neji entre dans une colère noire et tente de la tuer, nécessitant l’intervention des jōnin instructeurs. Lorsque Naruto le provoque ensuite pour ce qu'il a fait à Hinata, il ricane et lui dit qu'un raté restera toujours un raté.
Mais sa vie bascule lorsque Naruto, un de ces « ratés » qu'il méprisait, l'emporte sur lui dans leur combat singulier au même examen, lui prouvant une fois pour toutes que le destin n'est pas inévitable — car il maîtrise parfaitement le clonage, la technique qui lui a fait rater la première fois l’obtention de son grade de genin — Naruto parvient enfin à le libérer de ses démons intérieurs et à changer la vision qu'il avait de lui-même et des autres. Qui plus est, Neji apprend enfin grâce à son oncle, bouleversé comme le reste du public après avoir entendu l'histoire de Neji lors du combat, la vérité sur la mort d'Hizashi — que celui-ci a choisi de lui-même de remplacer son frère. Il comprend qu'à présent, il ne tient qu'à lui de choisir son destin. Reconnaissant envers Naruto de lui avoir appris que le destin n'est pas immuable et qu'avec de la volonté, on peut décider de changer son existence, il le considère comme le meilleur adversaire qu’il ait jamais combattu, bien que Kidômaru soit celui qui lui ait causé le plus de difficultés. 
Par la suite, Neji ne méprise plus les ninjas en difficulté et commence à privilégier ses relations avec son entourage ; il décide même d'aider ses camarades en affrontant seul Kidômaru pour leur permettre de s'échapper lors de leur mission pour retrouver Sasuke Uchiwa. Aussi, il se réconcilie plus ou moins avec la Sōke et va même s'entraîner dorénavant avec son oncle Hiashi ; prenant lui-même en charge une partie de l’entraînement de Hinata avec laquelle il devient gentil et protecteur, et pour laquelle il finira par se sacrifier lorsqu’elle tente de protéger Naruto d'une attaque de Jûbi au péril de sa vie.

### Capacités
Neji est un véritable génie qui n'a rien à envier aux membres de la Sōke ; il est considéré comme le membre le plus talentueux du Clan Hyûga, lui-même considéré comme le clan le plus puissant de Konoha. D'après Rock Lee, il est le meilleur ninja de sa promotion,.
En tant que Hyûga, il possède le Byakugan : ce puissant dōjutsu est une technique visuelle qui permet de visualiser entre autres le système circulatoire de chakra d'un adversaire et voir au travers des objets ou individus environnants. Il a cela dit un angle mort derrière la nuque, situé près de la première vertèbre cervicale. Neji est spécialiste en combat rapproché et utilise le Jūken, l'art martial propre au clan Hyûga. 
Dans Naruto Shippūden, Neji est devenu un jōnin. Il a réussi à élargir son champ de vision du Byakugan et connaît de nouvelles techniques notamment la Paume du Hakke.

#### Jūken

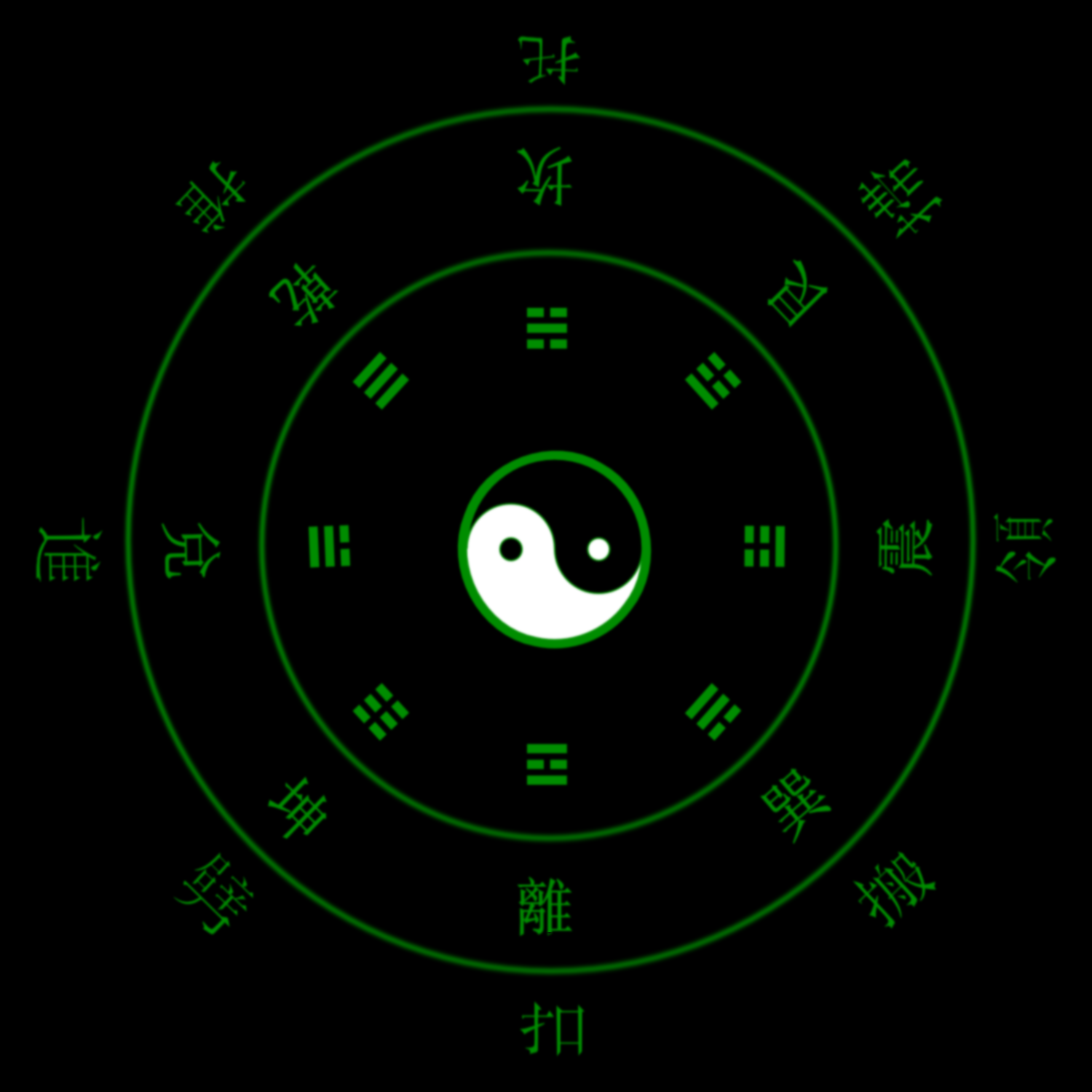
Le cercle de la divination.

### Évolution

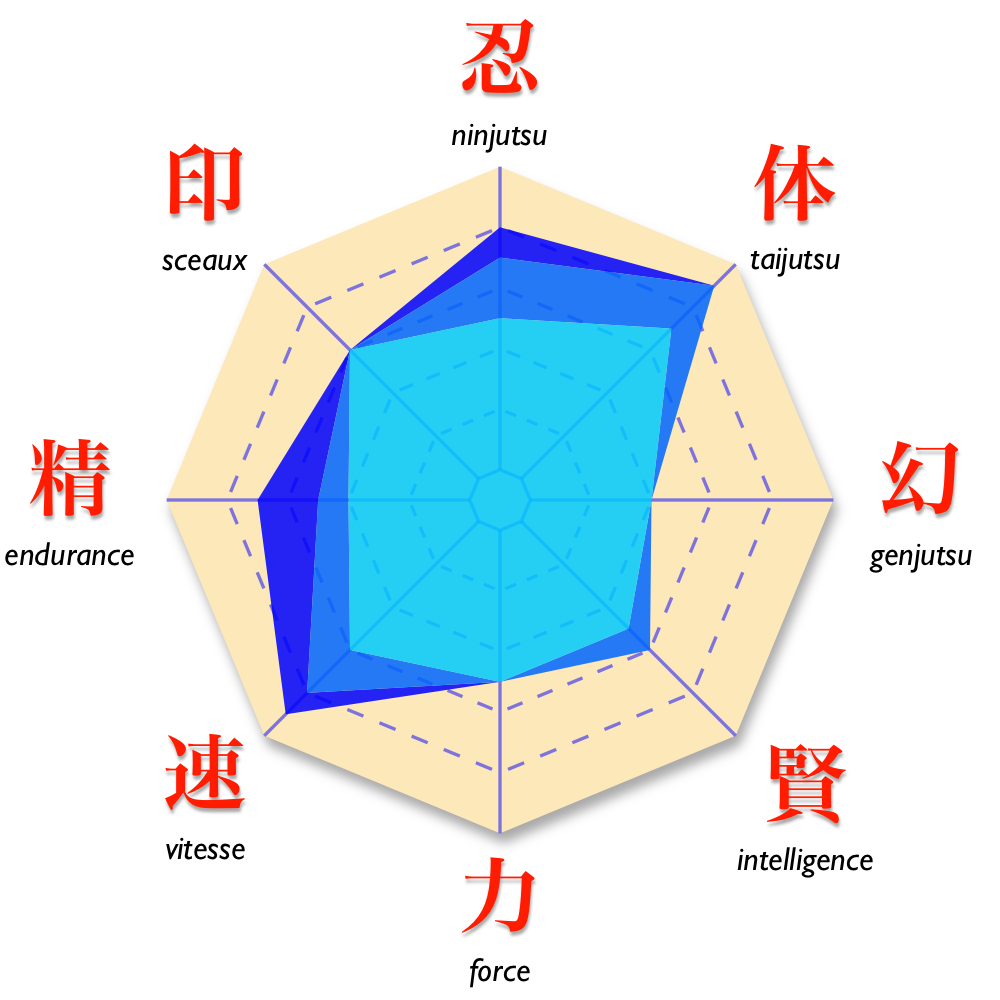
Évolution des capacités de Neji…
Milieu partie I
Fin partie I
Milieu partie II

|                  | Capacités | Âge    | Niveau       | Taille   | Poids   | Missions                                   |
| ---------------- | --------- | ------ | ------------ | -------- | ------- | ------------------------------------------ |
| Milieu Partie I  | 53 %      | 13 ans | Genin (下忍) | 159,2 cm | 45,8 kg | - S — 0 - A — 0 - B — 0 - C — 11 - D — 20  |
| Fin Partie I     | 63 %      | 14 ans | Genin (下忍) | 160,1 cm | 46,8 kg | - S — 0 - A — 1 - B — 0 - C — 12 - D — 22  |
| Milieu Partie II | 68 %      | 17 ans | Jōnin (上忍) | 172,1 cm | 54,2 kg | - S — 2 - A — 11 - B — 4 - C — 19 - D — 26 |

## Apparition dans les autres médias
Neji apparaît dans la plupart des jeux vidéo sur le thème de Naruto et dans cinq films de la série : Naruto Shippuden : Un funeste présage, Naruto Shippuden : Les Liens, Naruto Shippuden : La Flamme de la volonté, Naruto Shippuden: Blood Prison et Naruto Shippuden: Road to Ninja.
Neji apparait également dans le spin-off Rock Lee : Les Péripéties d'un ninja en herbe, où il est souvent victime de la manie de son coéquipier, Lee, de faire des sketchs, étant notamment plusieurs fois travesti pour jouer des rôles féminins.
Lechuga Benji, personnage de la bande dessinée en ligne Raruto, est une parodie de Neji.

## Réception
Neji est un personnage bien populaire et apprécié des fans du manga. Il s'est souvent hissé au seuil de la délégation de votes, atteignant même la 6e, la 8e et même la 13e.
Les commentaires laissés sur lui démontrent qu'il est d'une personnalité cool et réaliste.

## Techniques
- Byakugan (白眼, litt. Œil blanc?)[4]

Le Byakugan.

C'est le dōjutsu héréditaire du Clan Hyûga. Il lui permet de voir les cavités de chakra de son adversaire. Lorsque Neji l'active, ses yeux changent d'apparence : ils se veinent de noir et les veines du visage autour des yeux deviennent également apparentes.
Remarque : le Byakugan a un point mort de 5° situé derrière la tête… Neji tentera de réduire ce point mort avec plus ou moins de succès, pouvant aussi émettre son chakra dans cette zone et mieux la protéger.
- Jūken (柔拳, litt. Poing souple?)
C'est un taijutsu qui permet de frapper directement les tenketsus de l'adversaire, bloquant le chakra et empechant sa circulation.
- Le tourbillon divin (八卦掌回天, Hakkeshō kaiten?)
Technique très puissante de défense consistant à expulser du chakra par des points spécifiques, empêchant un contact direct avec le corps. Cette technique a aussi comme vocation de protéger le point mort du Byakugan : en tournant, il devient quasi impossible à viser. Cette technique est une technique secrète de la branche principale de la famille Hyûga, mais Neji est parvenu à la maîtriser seul.
- Technique du poing souple, les 64 poings du Hakke (八卦六十四掌, Hakke rokujūyon shō?)
Combinaison de Byakugan et de taijutsu qui permet de frapper en 64 points pour bloquer les flux de chakra de l'adversaire.
- La paume du Hakke (八卦空掌, Hakke kūshō?)
Technique permettant de frapper l'adversaire à distance grâce à une impulsion de chakra qui jaillit de sa main.
- Mur de paumes du Hakke (八卦空壁拳, Hakke kūhekishō?)[5]
« Paume du Hakke », réalisée en combinaison d’autres membres du clan, comme Hinata et / ou Hiashi.

### Anime
- Le tourbillon divin géant (八卦掌大回天, Hakkesho dai kaiten?)
Un « Tourbillon divin » plus puissant. Cette technique n'est pas utilisée pour se défendre, mais pour attaquer.
- Les 128 poings du Hakke (八卦百二十八掌, Hakkesho hyakku niju hashō?)
Combinaison du juken et de la « Technique du poing souple, les 64 poings du Hakke », qui permet de frapper en 128 points pour bloquer tous les flux de chakra de l'adversaire. Elle permet en outre de doubler la puissance de frappe ainsi que la vitesse d'exécution.
- Le Briseur de roc du Hakke (八卦破山撃, Hakke hasangeki?)
Même principe que « La paume du Hakke », mais plus puissant et pouvant briser les rochers. Neji vise le tenketsu de son adversaire avec sa paume.

### Jeux vidéo
- Attaque ultime - Supplice des Verrous Psychiques (絶招・八門崩撃, Zesshō - Hachimon hōgeki?) [6]
Même principe que la technique des 64 poings du Hakke et destiné à frapper et détruire les tenketsu liés aux Huit Portes de l'adversaire.
- Les 4 poings celestes du Hakke (八卦四天空掌, Hakke shitenkūshō?)
Après avoir asséné trois coups de paumes du Hakke, Neji termine avec une attaque plus puissante que le briseur de roc du Hakke.
- Tourbillon blindé à grande vitesse (八卦加速武装回天, Hakkeshō kasoku busō kaiten?)[7]
Assemblage de la technique du Tourbillon divin du Hakke de Neji avec la fleur de Lotus Recto de Rock Lee pour recouvrir la tornade des armes de Tenten.

### Databooks
- (ja) Masashi Kishimoto, NARUTO - Hiden Rin no Sho (NARUTO―ナルト―［秘伝・臨の書］?) : Characters Official Data Book (キャラクターオフィシャルデータBOOK?), Tōkyō, Shūeisha, coll. « Jump Comics (ジャンプコミックス, Janpu Comikkusu?) / Naruto »,‎ 4 juillet 2002, 272 p., shinsho (新書?) / Tankōbon / 175x115mm (ISBN 4-08-873288-X et 978-4-08-873288-6, présentation en ligne)
- (ja) Masashi Kishimoto, NARUTO - Hiden Tō no Sho (NARUTO―ナルト―［秘伝・闘の書］?) : Characters Official Data Book (キャラクターオフィシャルデータBOOK?), Tōkyō, Shūeisha, coll. « Jump Comics (ジャンプコミックス, Janpu Comikkusu?) / Naruto »,‎ 4 avril 2005, 320 p., shinsho (新書?) / Tankōbon / 175x115mm (ISBN 4-08-873734-2 et 978-4-08-873734-8, présentation en ligne)
- (ja) Masashi Kishimoto, NARUTO - Hiden Sha no Sho (NARUTO―ナルト―［秘伝・者の書］?) : Characters Official Data Book (キャラクターオフィシャルデータBOOK?), Tōkyō, Shūeisha, coll. « Jump Comics (ジャンプコミックス, Janpu Comikkusu?) / Naruto »,‎ 4 septembre 2008, 360 p., shinsho (新書?) / Tankōbon / 175x115mm (ISBN 978-4-08-874247-2, présentation en ligne)

### Artbook
- (ja) Masashi Kishimoto, NARUTO - Illustration Shū NARUTO (NARUTO－ナルト－イラスト集　NARUTO?), Tōkyō, Shūeisha, coll. « Jump Comics (ジャンプコミックス, Janpu Comikkusu?) / Naruto »,‎ 3 juillet 2009, 106 p., A4 / Artbook / 210x297mm (ISBN 978-4-08-874823-8, présentation en ligne)

### Tomes de Naruto
- Masashi Kishimoto (trad. Sylvain Chollet), Naruto tome 5 : Les rivaux !, Kana, coll. « Shonen Kana / Naruto », 25 janvier 2003, 192 p., Tankōbon / 115x175mm (ISBN 2-87129-491-7 et 978-2-87129-491-7, présentation en ligne)
- Masashi Kishimoto (trad. Sylvain Chollet), Naruto tome 9 : Neji et Hinata, Kana, coll. « Shonen Kana / Naruto », 10 janvier 2004, 192 p., Tankōbon / 115x175mm (ISBN 2-87129-599-9 et 978-2-87129-599-0, présentation en ligne)